# 2013년 아시안컵 야구 대회
2013년 아시안컵 야구 대회는 제11회 대회로 동부지역과 서부지역으로 나뉘어서 열릴 예정이었으나 동부지역 아시안컵은 필리핀 국내 사정으로 열리지 못했다.
서부지역 아시안컵은 2013년 11월 30일부터 12월 2일까지 파키스탄 라호르(펀자브 주)에서 개최되었다.

## 참가국
서아시아 지역
- 파키스탄（개최국）
- 스리랑카
- 아프가니스탄
- 네팔

동아시아 지역
- 대회취소

## 경기결과

### 서아시안컵 대회
| 국가         | 승 | 패 | 승률  | 득점 | 실점 |
| ------------ | -- | -- | ----- | ---- | ---- |
| 파키스탄     | 3  | 0  | 1.000 | 56   | 0    |
| 스리랑카     | 2  | 1  | .667  | 32   | 3    |
| 아프가니스탄 | 1  | 2  | .333  | 3    | 50   |
| 네팔         | 0  | 3  | .000  | 2    | 40   |

### 동아시안컵 대회
- 대회취소